# 箭扣长城
40°27′16″N 116°32′10″E / 40.45451°N 116.53605°E

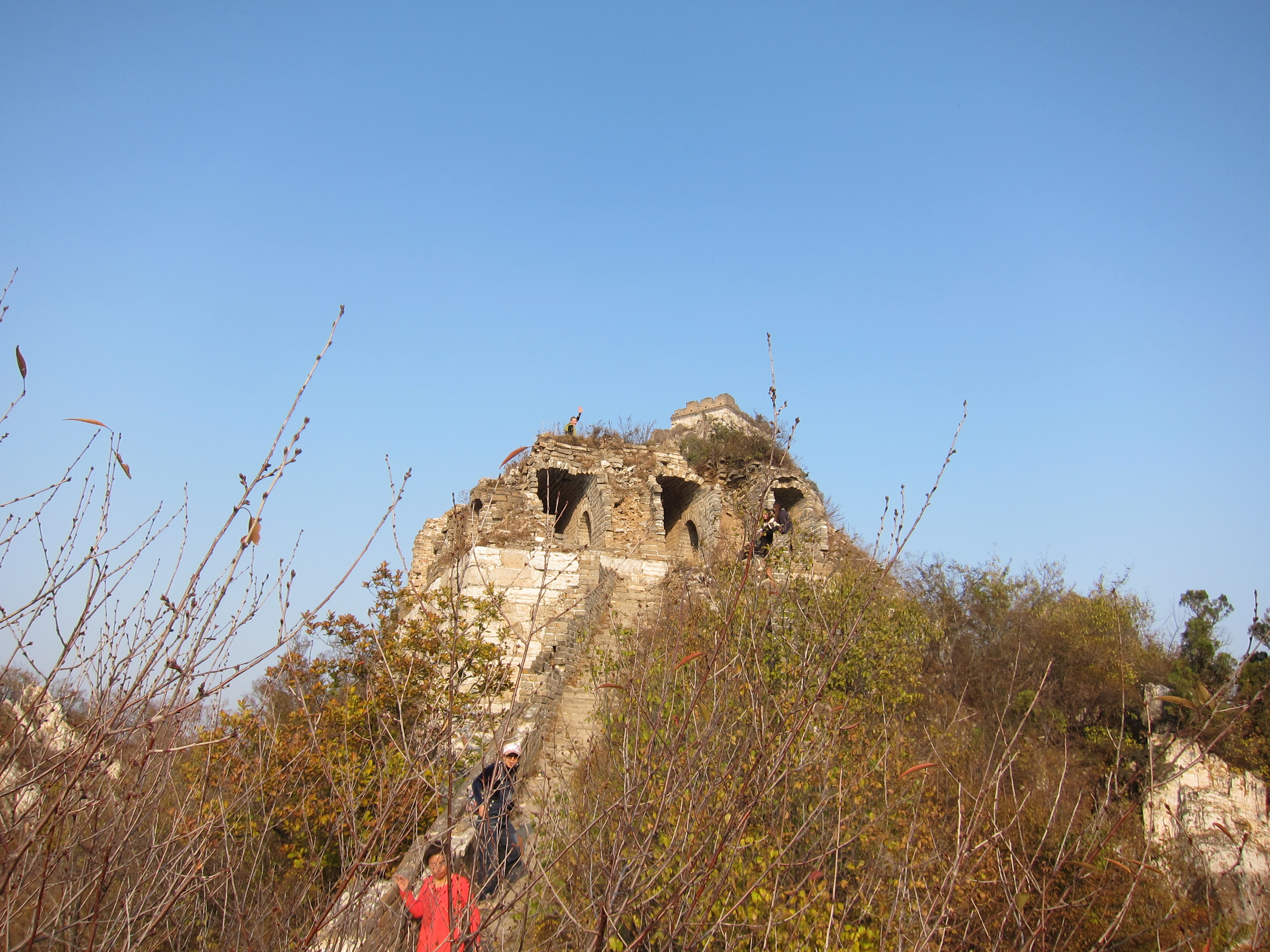
年久失修的瞭望塔

箭扣长城是中国长城的一段。因为这座山的形状像一支箭，塌陷的山脊张开，让人联想到箭扣，因此得名。长城长20公里，位于北京市区以北73公里(45英里)的怀柔区。中国长城的箭扣段位于中国长城的慕田峪段和磨石口段之间。它建在陡峭的山脊上，深受游客欢迎。

## 历史
箭扣长城建于1368年明朝时期。在明朝期间，这段长城被连续重建和整修，直到1644年。它由白云岩建筑而成，白云岩是一种白色的沉积碳酸盐岩。

## 徒步旅行
箭扣长城从慕田峪长城23号塔起至北京结，途经牛犄角边、箭扣、天梯、鹰飞倒仰、北京结、九眼楼等地标，为免票段。它没有得到维护，也不是一个公共旅游景点。
这段长城大部分未修复，最近在2015-2019年进行了修复，帮助保存了一段7.5米长的长城。由于自然因素，如风化和侵蚀，前来此处远足可能会有危险，因为这是长城最陡峭的部分之一，曾经有游客因此丧命。可即使如此，箭扣长城一直是游客中很受欢迎的徒步旅行目的地，因为作为一条风景优美的路线，游客可以俯瞰群山和长城的其他部分。

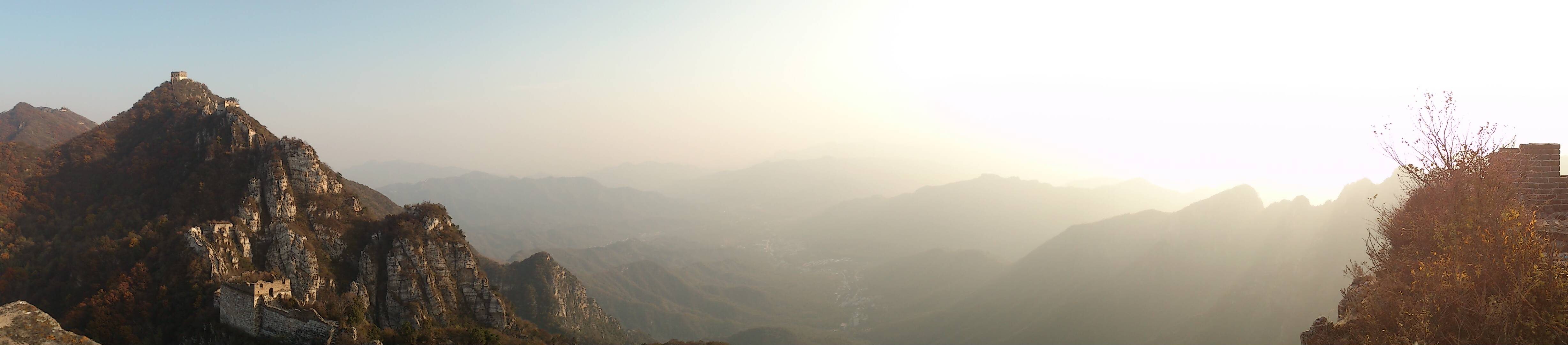
箭扣长城瞭望塔上的全景